# Ann Richards (Schauspielerin)

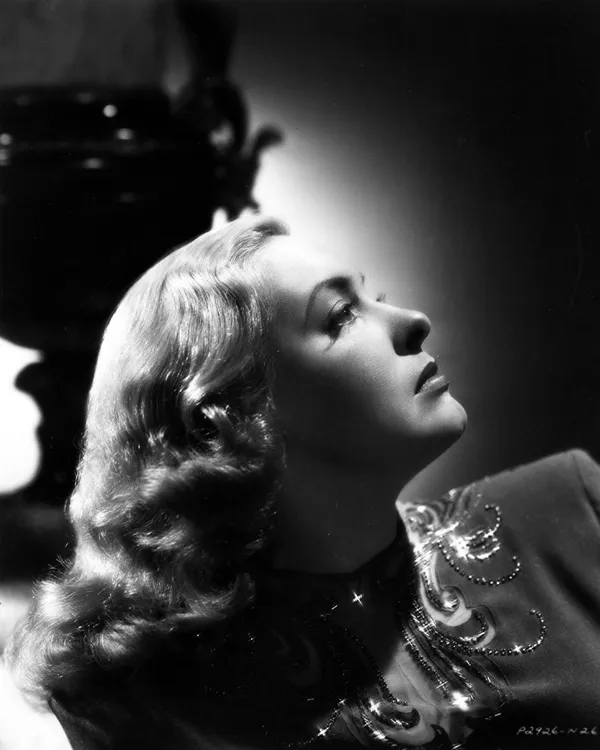
Ann Richards (1946)

Shirley Ann Richards (* 20. Dezember 1917 in Sydney, Australien; † 24. August 2006 in Torrance, Kalifornien, Vereinigte Staaten) war eine australische Schauspielerin.

## Leben
Ann Richards begann ihre Karriere als Schauspielerin in australischen Filmproduktionen und war unter anderem 1938 in Ken G. Halls Dad and Dave Come to Town zu sehen. 1942 ging sie schließlich nach Hollywood, wo sie einen Vertrag bei MGM unterzeichnete. Noch im selben Jahr spielte sie eine Nebenrolle in Mervyn LeRoys Filmdrama Gefundene Jahre an der Seite von Ronald Colman und Greer Garson. 1944 hatte sie eine Hauptrolle in King Vidors Filmdrama An American Romance. Ein Jahr später sollte sie die Hauptrolle in William Dieterles Film Liebesbriefe (1945) übernehmen, doch als sich Jennifer Jones für das Projekt interessierte, bekam diese die Hauptrolle, und Richards wurde erneut nur eine Nebenrolle zugewiesen. Eine Hauptrolle an der Seite von Randolph Scott spielte sie dann in dem 1946 erschienenen Western Land der Banditen. 1948 war sie in ihrer vielleicht bekanntesten Rolle in Anatole Litvaks Kriminalfilm Du lebst noch 105 Minuten neben Barbara Stanwyck und Burt Lancaster zu sehen. Vier Jahre später gab sie ihre Schauspielkarriere auf. 
Richards war zweimal verheiratet und hatte drei Kinder. Sie starb 2006 im Alter von 88 Jahren in Torrance, Kalifornien.

## Filmografie (Auswahl)
- 1937: It Isn’t Done
- 1938: Dad and Dave Come to Town
- 1939: Come Up Smiling
- 1942: Dr. Gillespie’s New Assistant
- 1942: Gefundene Jahre (Random Harvest)
- 1944: An American Romance
- 1945: Liebesbriefe (Love Letters)
- 1946: Land der Banditen (Badman’s Territory)
- 1946: Liebe zwischen Krieg und Frieden (The Searching Wind)
- 1947: Lost Honeymoon
- 1947: Love from a Stranger
- 1948: Du lebst noch 105 Minuten (Sorry, Wrong Number)
- 1952: Breakdown